# Montussan
Montussan – miejscowość i gmina we Francji, w regionie Nowa Akwitania, w departamencie Żyronda.
Według danych na rok 1990 gminę zamieszkiwały 1903 osoby, a gęstość zaludnienia wynosiła 229 osób/km² (wśród 2290 gmin Akwitanii Montussan plasuje się na 220. miejscu pod względem liczby ludności, natomiast pod względem powierzchni na miejscu 1184.).